# ATP1B4
ATP1B4 (англ. ATPase Na+/K+ transporting family member beta 4) – білок, який кодується однойменним геном, розташованим у людей на довгому плечі X-хромосоми. Довжина поліпептидного ланцюга білка становить 357 амінокислот, а молекулярна маса — 41 598.
| 10         |  | 20         |  | 30         |  | 40         |  | 50         |
| ---------- |  | ---------- |  | ---------- |  | ---------- |  | ---------- |
| MRRQLRSRRA |  | PSFPYSYRYR |  | LDDPDEANQN |  | YLADEEEEAE |  | EEARVTVVPK |
| SEEEEEEEEK |  | EEEEEEEKEE |  | EEGQGQPTGN |  | AWWQKLQIMS |  | EYLWDPERRM |
| FLARTGQSWS |  | LILLIYFFFY |  | ASLAAVITLC |  | MYTLFLTISP |  | YIPTFTERVK |
| PPGVMIRPFA |  | HSLNFNFNVS |  | EPDTWQHYVI |  | SLNGFLQGYN |  | DSLQEEMNVD |
| CPPGQYFIQD |  | GNEDEDKKAC |  | QFKRSFLKNC |  | SGLEDPTFGY |  | STGQPCILLK |
| MNRIVGFRPE |  | LGDPVKVSCK |  | VQRGDENDIR |  | SISYYPESAS |  | FDLRYYPYYG |
| KLTHVNYTSP |  | LVAMHFTDVV |  | KNQAVPVQCQ |  | LKGKGVINDV |  | INDRFVGRVI |
| FTLNIET    |  |            |  |            |  |            |  |            |

A: Аланін

C: Цистеїн

D: Аспарагінова кислота

E: Глутамінова кислота

F: Фенілаланін

G: Гліцин

H: Гістидин

I: Ізолейцин

K: Лізин

L: Лейцин

M: Метіонін

N: Аспарагін

P: Пролін

Q: Глутамін

R: Аргінін

S: Серин

T: Треонін

V: Валін

W: Триптофан

Задіяний у таких біологічних процесах, як транскрипція, регуляція транскрипції, альтернативний сплайсинг. 
Локалізований у ядрі, мембрані.